# Zbjegovača
Zbjegovača falu Horvátországban, Sziszek-Monoszló megyében. Közigazgatásilag Kutenyához tartozik.

## Fekvése
Sziszek városától légvonalban 40, közúton 52 km-re keletre, községközpontjától 9 km-re délkeletre, a Monoszlói-hegység lábánál, az Ilova folyó jobb partján, a folyó jobb oldali mellékvize, a Zbjegovača-patak torkolatánál fekszik. Három utcából, a Moslavačka, a Školska és a Tavani utcákból áll. Közülük a Moslavačka tekinthető főutcának, tőle halad északnyugatra Gojlo felé a Školska. Az Ilova folyó kelet-nyugati irányban a falun teljes hosszúságban átfolyik.

## Története
A falu középkori történetéről nem sokat tudunk. A szomszédos Gojlo területére eső Szentlélek kápolnát már 1334-ben és 1501 ben is említik. Valószínűleg Zbjegovače területe is Gojlóhoz tartozott ebben az időszakban. Birtokosa az Erdődy család volt. Neve a török terjeszkedés elől ide menekülőkkel lehet kapcsolatban (zbjeg = menedékhely). Ez alapján feltételezhető, hogy csak a 16. században kezdett benépesülni. 1538-tól Kutenját és környékét is heves támadások érték, ezért a lakosság 1540-re lényegében szétszaladt. 1544-ben a török először, majd 1552-ben másodszor is megszállta a Monoszlói-hegység vidékét és várait. A török uralom 1687-ig tartott, amikor Ivanics várának őrsége a törököt az Ilova folyóig szorította vissza.
A lakosság pótlására 1690-től az Erdődyek a sziszeki Szávamentéről telepítették ide jobbágyaikat. Minthogy azelőtt e térség lényegében lakatlan volt ezeket a betelepített jobbágyokat tekinthetjük a mai lakosság őseinek. 1700 és 1729 között Zbjegovačán az alábbi családok telepedtek le: Pemper, Belić (Belčić), Ludić, Grgurić, Rupčić (két házzal), Ivanić, Marinčić, Ivančinić, Buneta (két házzal), Dragošević, Prpić (két házzal), Komić, Erendić, Osetina, Ivanušić, Brincek (Brencek), Kuširović (két házzal), Gojak, Baretić (Bareta) (két házzal), Vlatrouš, Balent, Pavletić (három házzal). Az 1730 és 1780 között érkezett családok: Tomić (három ház), Kragletić (Kugletić) vagy Videkić (két ház), Majer, Golac, Šnjarić, Pavičić (három ház), Vukulić (Vukušić), Gradinac (két ház), Skender, Ilić, Domičić, Jerković. Más források még megemlítik a Mataja, Maras, Ferdaba, Sterinčić, Ivić, Prenzeg, Ferković és Merlić családokat, 1780 és 1786 között pedig a Peričić családot is. Az összeírások szerint 1736-ban a faluban 28 háztartás volt 27 családfővel, 12 nős férfi családtaggal és két, 15 évet betöltött fiúval. Egy birtokos özvegy is volt a faluban.
1773-ban az első katonai felmérés térképén „Dorf Sbegovacha” néven szerepel. A településnek 1857-ben 250, 1910-ben 445 lakosa volt. Belovár-Kőrös vármegye Krizsi, majd Kutenyai járásához tartozott. 1918-ban az új szerb-horvát-szlovén állam, majd később Jugoszlávia része lett. A második világháború idején a Független Horvát Állam része volt. A háború után a béke időszaka köszöntött a településre, enyhült a szegénység és sok ember talált munkát a közeli városokban. 1991. június 25-én a független Horvátország része lett. A településnek 2011-ben 346 lakosa volt.

## Népesség
| Lakosság változása | Lakosság változása | Lakosság változása | Lakosság változása | Lakosság változása | Lakosság változása | Lakosság változása | Lakosság változása | Lakosság változása | Lakosság változása | Lakosság változása | Lakosság változása | Lakosság változása | Lakosság változása | Lakosság változása | Lakosság változása |
| ------------------ | ------------------ | ------------------ | ------------------ | ------------------ | ------------------ | ------------------ | ------------------ | ------------------ | ------------------ | ------------------ | ------------------ | ------------------ | ------------------ | ------------------ | ------------------ |
| 1857               | 1869               | 1880               | 1890               | 1900               | 1910               | 1921               | 1931               | 1948               | 1953               | 1961               | 1971               | 1981               | 1991               | 2001               | 2011               |
| 250                | 236                | 219                | 324                | 334                | 445                | 431                | 503                | 512                | 624                | 560                | 473                | 404                | 396                | 379                | 346                |

## Nevezetességei
Közelében állott Mogor egykori vára. Eredeti neve Latkovina volt és valószínűleg Szobocsinai Latk fia Miklós építtette 1414 körül. Pontos helye és sorsa nem ismert.

## Híres emberek
Zbjegovačán született 1864-ben Isten szolgája Bonifacije Pavletić testvér, a Szeplőtelen Fogantatás Fiai rendjének tagja, aki a római Santo Spirito kórházban szolgált és szent életű ember hírében állt. Boldoggá avatását 2016-ban kezdeményezte Vlado Košić sziszeki püspök.

## Fordítás
Ez a szócikk részben vagy egészben  a   Zbjegovača című horvát Wikipédia-szócikk ezen változatának fordításán alapul.  Az eredeti cikk szerkesztőit annak laptörténete sorolja fel. Ez a jelzés csupán a megfogalmazás eredetét és a szerzői jogokat jelzi, nem szolgál a cikkben szereplő információk forrásmegjelöléseként.